# Кантон (Огайо)

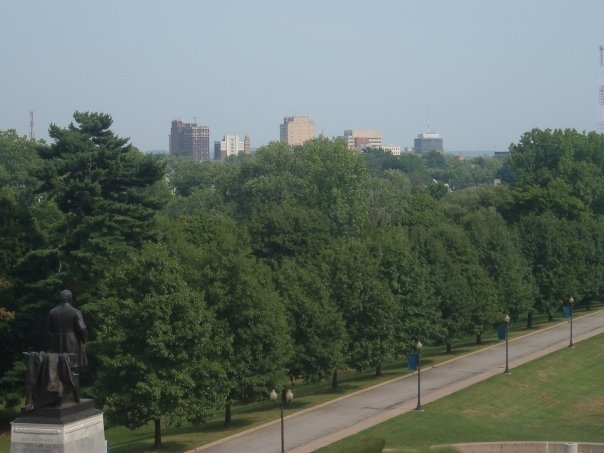
Вид города

Ка́нтон (англ. Canton) — город в штате Огайо, США. Расположен приблизительно в 39 км к югу от Акрона и 97 км к югу от Кливленда.

## История
Город Кантон был основан в 1805 году, но до 1822 года имел статус поселения, после статус деревни, а в 1838 году стал городом.
Кантон быстро превратился в промышленный центр благодаря своему положению на перекрёстке многочисленных железнодорожных направлений. После того, как количество предприятий тяжёлого машиностроения в городе уменьшилось, экономика Кантона подверглась диверсификации за счёт сферы услуг, и, в первую очередь, финансовой и образовательной сфер, сферы здравоохранения и ритейлинга.
В городе находится мемориал президента У. Мак-Кинли (город был значительным местом в жизни Мак-Кинли, поскольку он жил там, занимался адвокатской практикой и проводил оттуда политические кампании) и зал славы профессионального футбола.

### Известные уроженцы
- Скали, Джон
- Мэрилин Мэнсон
- Джейк Абель .
- Уайт, Майкл

## Климат
| Показатель                    | Янв.  | Фев.  | Март  | Апр.  | Май   | Июнь | Июль  | Авг. | Сен. | Окт. | Нояб. | Дек.  | Год    |
| ----------------------------- | ----- | ----- | ----- | ----- | ----- | ---- | ----- | ---- | ---- | ---- | ----- | ----- | ------ |
| Абсолютный максимум, °C       | 22,8  | 22,2  | 27,8  | 31,7  | 33,9  | 37,8 | 38,9  | 40,0 | 37,2 | 31,7 | 26,7  | 24,4  | 40,0   |
| Средний суточный максимум, °C | 0,0   | 2,8   | 8,3   | 15,0  | 21,1  | 25,6 | 27,8  | 27,2 | 22,8 | 16,7 | 9,4   | 3,3   | 15,0   |
| Средний суточный минимум, °C  | −8,3  | −6,7  | −2,2  | 2,8   | 8,9   | 13,9 | 16,1  | 15,6 | 12,2 | 5,6  | 1,1   | −4,4  | 4,4    |
| Абсолютный минимум, °C        | −31,7 | −28,9 | −21,1 | −12,2 | −4,4  | 0,0  | 5,0   | 3,9  | −1,7 | −6,7 | −18,3 | −26,7 | −31,7  |
| Норма осадков, мм             | 97,0  | 80,8  | 99,8  | 93,0  | 100,6 | 91,9 | 101,9 | 93,2 | 86,9 | 65,8 | 86,9  | 100,1 | 1098,0 |
| Источник:                     |       |       |       |       |       |      |       |      |      |      |       |       |        |

## Население
Население города составило 80 806 человек по переписи 2000 года, но, согласно оценке 2008 года, уменьшилось до 78 362. Несмотря на это, Кантон переместился с 9-го на 7-е место в списке городов Огайо по населению, в то время, как соседний Янгстаун, до этого серьёзно обгонявший Кантон по этому показателю, испытал ещё бо́льшую депопуляцию. Согласно оценке 2008 года, население агломерации Кантон-Масилион составило 407 653 человека.

## Кантон в литературе
Город Кантон упоминается в романе Рекса Стаута «Слишком много женщин» как малая родина Арчи Гудвина. Но в другом произведении Рекса Стаута — повести «Убийство полицейского» — Арчи Гудвин в разговоре упоминает, что родился в другом городе штата — Чилликоте.